# Stöbritzer See
Das Naturschutzgebiet Stöbritzer See, niedersorbisch Stobricański jazor, liegt auf dem Gebiet der Stadt Lübbenau/Spreewald im Landkreis Oberspreewald-Lausitz in Brandenburg.
Das Naturschutzgebiet, das den 24 ha großen Stöbritzer See umschließt, erstreckt sich östlich von Stöbritz und südlich von Hindenberg, einem Ortsteil der Stadt Lübbenau/Spreewald. Westlich des Gebietes verläuft die Landesstraße L 526 und fließt die Wudritz, nordöstlich liegt der Hindenberger See. Westlich erstreckt sich das 43,1 ha große Naturschutzgebiet Wudritzniederung Willmersdorf-Stöbritz und südwestlich das 111 ha große Naturschutzgebiet Ostufer Stoßdorfer See.

## Bedeutung
Das rund 42,3 ha große Gebiet mit der Kenn-Nummer 1118 wurde mit Verordnung vom 16. Januar 1997 unter Naturschutz gestellt.